# Touffreville-la-Cable

Touffreville-la-Cable este o comună în departamentul Seine-Maritime, Franța. În 1 ianuarie 2018 avea o populație de 416 de locuitori.